# La Fortuna Baja
La Fortuna Baja är en ort i Mexiko.   Den ligger i kommunen Tapachula och delstaten Chiapas, i den sydöstra delen av landet, 900 km sydost om huvudstaden Mexico City. La Fortuna Baja ligger 573 meter över havet och antalet invånare är 199.
Terrängen runt La Fortuna Baja är kuperad. Runt La Fortuna Baja är det tätbefolkat, med 286 invånare per kvadratkilometer. Närmaste större samhälle är Tapachula, 15,8 km söder om La Fortuna Baja. I omgivningarna runt La Fortuna Baja växer huvudsakligen savannskog.